# Veyrac
Veyrac (okzitanisch: Vairac) ist eine französische Gemeinde mit 2.162 Einwohnern (Stand: 1. Januar 2022) im Département Haute-Vienne in der Region Nouvelle-Aquitaine. Sie gehört zum Arrondissement Limoges und ist Mitglied im Gemeindeverband Communauté urbaine Limoges Métropole. Die Einwohner werden Veyracoisund Veyracoises genannt.

## Geografie
Veyrac liegt im Limousin etwa 14 Kilometer nordwestlich von Limoges. Die Glane durchquert die Gemeinde im Norden. Umgeben wird Veyrac von den Nachbargemeinden Peyrilhac im Norden und Nordosten, Saint-Gence im Osten, Verneuil-sur-Vienne im Südosten und Süden, Saint-Victurnien im Südwesten und Westen sowie Oradour-sur-Glane im Westen und Nordwesten.
Durch die Gemeinde verläuft die Route nationale 141.

## Toponymie
Veriacum im Jahr 1083, Veirac oder Veyrat 1274, Varact 1382, Vérac 1793 und Veyrac im Jahr 1801.

## Geschichte
- Jean de Veyrac, Herr des gleichnamigen Orts und dort geboren, wurde 1198 zum Bischof von Limoges gewählt. Er erbaute das Château Veyrac und verstarb 1218 als Kreuzfahrer in Palästina in Akkon. Sein Neffe Pierre war der Nachfolger als Probst von Saint-Junien, wurde Erzdiakon von Limoges und starb 1219. Jeans Schwester, Séguine de Veyrac, heiratete 1165 Pierre III de Pierre-Buffière (Sohn des Gaucelin IV de Pierre-Buffière und der Béatrix oder Marie de Comborn, einer Tochter des Archambaud IV. le Barbu, Vicomte de Comborn, und der Humberge de Limoges).[1]
- Im folgenden Jahrhundert kam Veyrac unter die Herrschaft derer von Rochechouart. Aymeric de Rochechouart, Seigneur von Saint-Victurien, später von Mortemart, Vivonne etc., heiratete um 1358 die vermögende Jeanne d'Archiac (diese starb, eingesperrt in einem Turm des Château Veyrac 1378) und 1381 Jeanne d'Angles. Deren Tochter Catherine de Rochechouart heiratete am 14. April 1404 den Olivier de Saint-Georges. Sein Sohn Guillaume begründet das Geschlecht der Markgrafen von Couhé-Veyrac im Poitou.
- Jean de Londeix, Sieur du Puytignon[2], erwarb das Château Veyrac und die dazugehörigen Ländereien am 30. Juni 1626 von Olivier de Saint-Georges. Londeix ließ einige Baulichkeiten in Veyrac errichten, so den Pont-colombier. Im Jahre 1757 war die Dame Louise de Londeix de Veyrat die Gattin[3] des Grand-Sénéchals, Kavallerie-Hauptmanns und späteren Mitglieds der Ständeversammlung von 1789, Paul de Nollet de Leypaud (* 1734). Weitere Nachfahren, nämlich Gabriel und François de Londeix trugen um 1770 den Titel Sieur de la Brousse et Bretenou.[4]
- 1782 war Martial Baillot d'Estivaux, ein hoher Finanzbeamter, der Co-Seigneur von Veyrac. Das Château Veyrac wurde in der Revolution demoliert. Erst 1837 erfolgten Umbau und Anlage eines Parks durch die Familie de Nollet.

### Bevölkerungsentwicklung
| Jahr                       | 1962 | 1968 | 1975 | 1982 | 1990 | 1999 | 2006 | 2012 | 2020 |
| Einwohner                  | 1127 | 1070 | 1019 | 1202 | 1339 | 1539 | 1896 | 2018 | 2132 |
| Quellen: Cassini und INSEE |      |      |      |      |      |      |      |      |      |

## Sehenswürdigkeiten
- Ruine des Klosters Bœuil, ehemalige Zisterzienserabtei, 1123 als Benediktinerkloster gegründet, ab 1162 zisterziensisch, geschlossen 1791
- Pfarrkirche Saint-Martin aus dem 11. Jahrhundert, anfangs unter dem Patronat des Klosters in Solignac. Sie birgt zahlreiche Ausstattungsgegenstände, die in der Base Palissy gelistet sind, darunter eine große Anzahl, die als Monument historique der beweglichen Objekte eingeschrieben sind.
- Die Kapelle Saint-Antoine in La Barre wurde 1894 errichtet.
- Ehemalige Burg, erbaut 1198, während der Französischen Revolution Zerstörung des alten Herrenhauses. Der achteckige Donjon ist heute noch mit gefülltem Wassergräben und einem Park umgeben, der an der Stelle des alten Innenhofs errichtet wurde. Die Anlage ist seit 1973 als Monument historique klassifiziert.
- Schloss La Cosse aus dem 18. Jahrhundert, seit 1977 in Teilen als Monument historique klassifiziert, in weiteren Teilen eingeschrieben
- Schloss Estivaux aus dem 18. Jahrhundert
- Schloss Le Buisson aus dem 17. Jahrhundert
- Schloss La Barre, Wohngebäude vermutlich aus dem 18. Jahrhundert
- Pont-colombier (Taubenschlag auf einer Brücke), erbaut im 17. Jahrhundert, seit 1973 als Monument historique klassifiziert

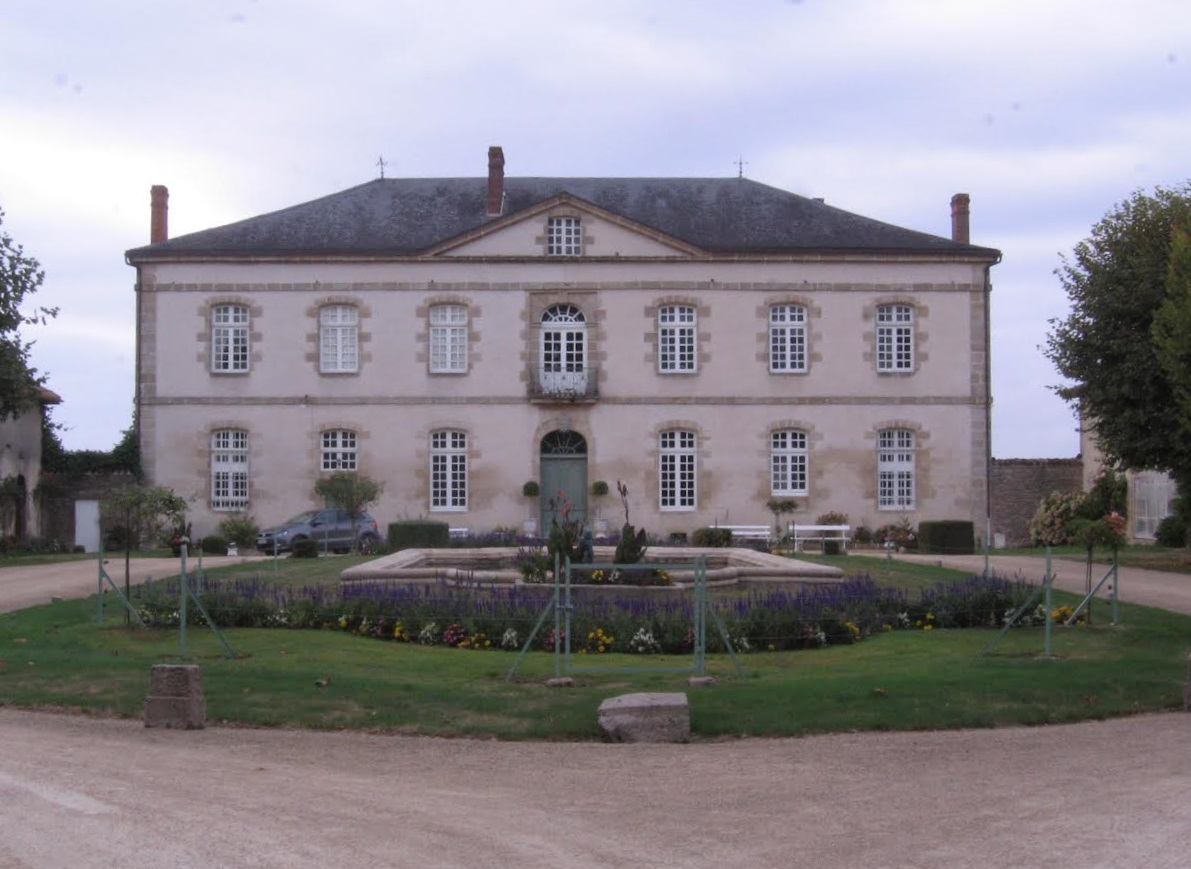
Schloss La Cosse (in Privatbesitz)
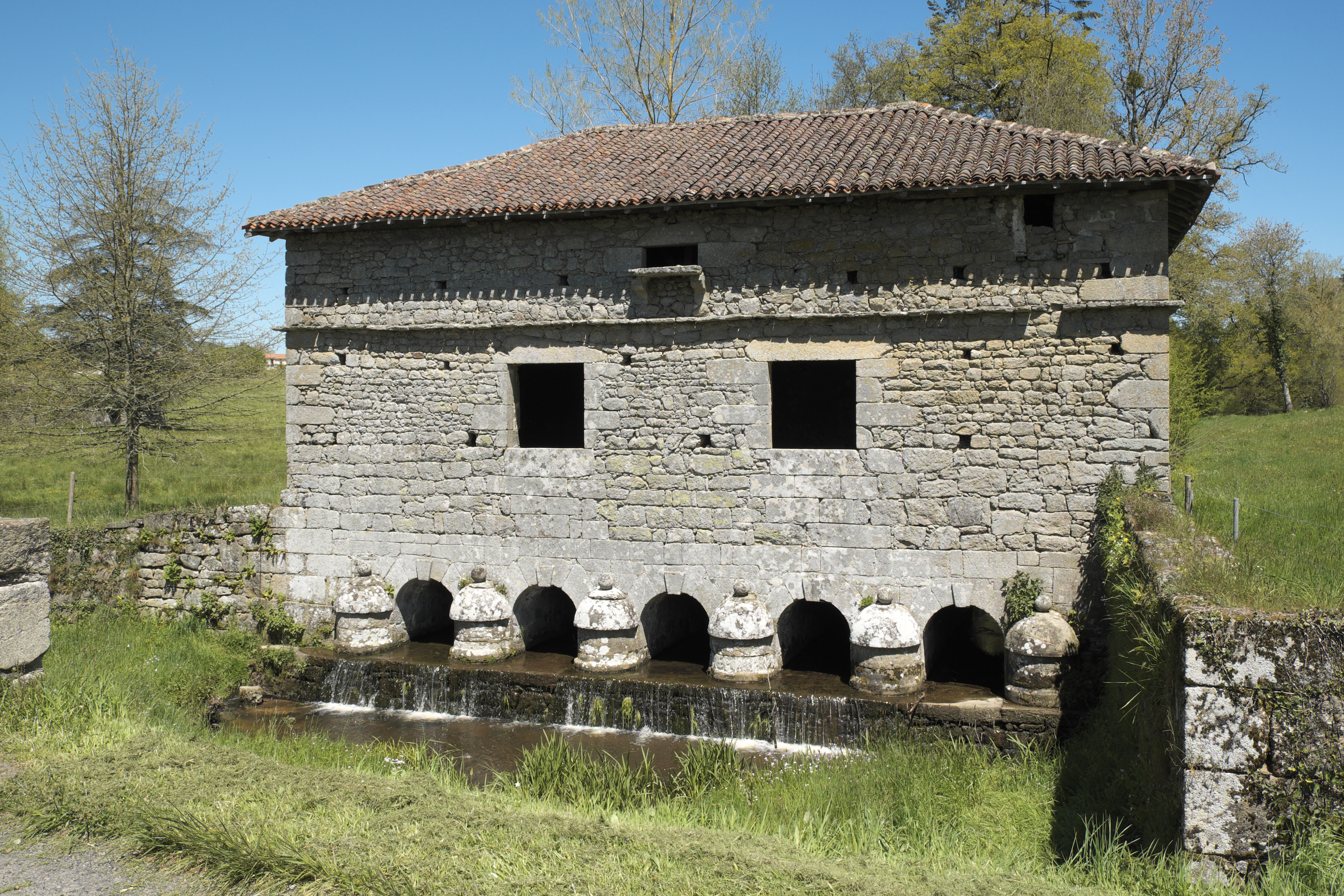
Taubenschlag auf einer Brücke

## Hinweise und Quellen
1. ↑  Private Website Alain de Carné (März 2019). Abgerufen am 13. Januar 2021
2. ↑  Die Familie "de Londeix" führte ein Wappen mit der Blasonierung: D'azur au chevron d'or surmonté d'un croissant d'argent, accompagné de trois mains au doigt majeur levé de même (Blau mit goldenem Sparren, über silbernem Halbmond, begleitet von drei Händen mit ausgestrecktem Mittelfinger gleicher Farbe), wobei das Wappen im offiziellen Armorial von Hozier geringfügig abweicht (Siehe Charles d' Hozier: Volumes relies du Cabinet des titres. Armorial général de France, dressé, en vertu de l'édit de 1696, D'HOZIER. (1697-1709). Bd. XVI Limoges. Seite 17).
3. ↑  Archives.haute-vienne; Depot_ad87. Seite 64, 1757 (online als PDF)
4. ↑  Bulletin der Sociëtë Les amis des sciences et arts de Rochechouart (1891), Bände 4–7 Seite 69 (online)